# Dahlia (álbum)
Dahlia é o quinto e último álbum de estúdio no momento da banda X Japan, lançado em 4 de novembro de 1996 pela Atlantic Records. A maioria das músicas são baladas, mas há também músicas com um toque eletrônico e inclusive uma música "Scars" composta inteiramente por hide.

## Recepção
Dahlia estreou em primeiro lugar na Oricon Albums Chart, ficando na parada por quinze semanas.

## Faixas
| N.º            | Título                                                     | Música         | Duração |  |
| 1.             | "Dahlia"                                                   | Yoshiki        | 7:55    |  |
| 2.             | "Scars"                                                    | hide           | 5:08    |  |
| 3.             | "Longing ～Togireta melody～" (Longing ～跡切れたmelody～) | Yoshiki        | 7:42    |  |
| 4.             | "Rusty Nail"                                               | Yoshiki        | 5:27    |  |
| 5.             | "White Poem I"                                             | Yoshiki        | 3:16    |  |
| 6.             | "Crucify My Love"                                          | Yoshiki        | 4:30    |  |
| 7.             | "Tears"                                                    | Yoshiki        | 10:30   |  |
| 8.             | "Wriggle"                                                  | Heath, Pata    | 1:24    |  |
| 9.             | "Drain"                                                    | Toshi, hide    | 3:22    |  |
| 10.            | "Forever Love"                                             | Yoshiki        | 7:54    |  |
| Duração total: | Duração total:                                             | Duração total: | 57:37   |  |

## Músicos
- Yoshiki - bateria e piano
- Toshi - vocais
- hide - guitarra
- Pata - guitarra
- Heath - baixo